# Nijang
Nijang is een bestuurslaag in het regentschap Sumbawa van de provincie West-Nusa Tenggara, Indonesië. Nijang telt 1596 inwoners (volkstelling 2010).